# Patos de Minas
Patos de Minas város Brazíliában, Minas Gerais államban. Lakosainak száma 159 235 fő (2022). Patos de Minas Carmo do Paranaíba, Coromandel, Cruzeiro da Fortaleza, Guimarânia, Lagamar, Lagoa Formosa, Presidente Olegário, Serra do Salitre, Tiros és Varjão de Minas községekkel határos.

## Népesség
A település népességének változása:
| Lakosok száma | 123 881 | 138 710 | 150 833 | 154 641 | 159 235 |
|               | 2000    | 2010    | 2018    | 2021    | 2022    |